# Bryum bornmuelleri
Bryum bornmuelleri là một loài rêu trong họ Bryaceae. Loài này được R. Ruthe ex I. Hagen mô tả khoa học đầu tiên năm 1908.